# Katastrofa w kopalni Ludmiła w Sosnowcu
Katastrofa w kopalni Ludmiła w Sosnowcu – katastrofa górnicza, do której doszło w 1881 w Sosnowcu (zabór rosyjski).

## Historia
W trakcie rabowania drewna podpierającego skały w części starej kopalni doszło do pęknięcia skały i rozlania kurzawki w otworach kopalnianych. W katastrofie zginęło około 20 osób, w tym chłopcy i małoletni pracownicy. Przyczyną śmierci ofiar było utonięcie.

## Ofiary śmiertelne[5]
- Henryk Budnik – lat 31
- ? Daczuk – lat?
- Jan Englisz – lat 15
- ? Faren(Fahren) – lat 20
- Władysław Frankiewicz – lat 39
- Hugo Hanke – lat 17
- Marianna Kudera – lat 17
- Jan Maj – lat 21
- Maksymilian Modelski – lat 23
- Jan Opler – lat 30
- Karol Podolski – lat 17
- ? Seneka – lat?
- Józef Słuczka – lat 20
- Maksymilian Sroka – lat 20
- Kasper Śliwiński – lat 39
- Tadeusz Urbańczyk – lat 35